# Pierre Van Havermaet
Pierre Van Havermaet, dit aussi Pieter Van Havermaet, né à Saint-Nicolas, en Flandre-Orientale, le 16 janvier 1834 et mort à Anvers le 8 mai 1897, est un peintre et un dessinateur belge.

## Biographie

### Famille
Pierre (Pieter) Van Havermaet, né à Saint-Nicolas, en Flandre-Orientale le 16 janvier 1834, est le fils de Josse Augustin Van Havermaet (1798-1859), cultivateur, et de Françoise Puylaert (1796). Son frère est le sculpteur François Van Havermaet (1828-1899). Le 28 mai 1864, Pierre Van Havermaet épouse à Anvers Maria Carolina Joanna Michaelsen (1843-1911). Le couple a quatre enfants, parmi lesquels le peintre Charles Van Havermaet.

### Formation
Pierre Van Havermaet est étudiant à l'Académie de Saint-Nicolas auprès d'Auguste Dewilde, puis de 1860 à 1865, à l'Académie royale des beaux-arts d'Anvers, où il reçoit l'enseignement de Joseph Van Lerius et de Jean Antoine Verschaeren.

### Carrière
Il se présente pour la première fois au Salon d'Anvers de 1867, où il expose un portrait, genre dont il fait sa spécialité. Il est ensuite présent à la plupart des salons triennaux belges, jusqu'en 1897. Il envoie Le Balayeur de rues à l'Exposition de Bordeaux de 1895.
Dans les années 1870, Pierre Van Havermaet se rend à Londres afin d'y représenter plusieurs notabilités britanniques. Il réalise notamment les portrait de Benjamin Disraeli et de Samuel Laing. Le 27 septembre 1886, il est nommé professeur de dessin de figure d'après nature et d'après l'antique à l'Académie des beaux-arts d'Anvers. Il possède aussi son propre atelier, où il enseigne à de nombreux étudiants belges et européens, attirés par sa réputation. 
Pierre Van Havermaet meurt chez lui, rue Provinciale no 129 à Anvers, à l'âge de 63 ans, le 8 mai 1897.

## Œuvre

### Thèmes
Son champ pictural couvre principalement les portraits de facture réaliste. Renommés, ses portraits présentent une facture personnelle précise et analytique des modèles. Ils sont calmes, étudiés et naturels.

### Galerie

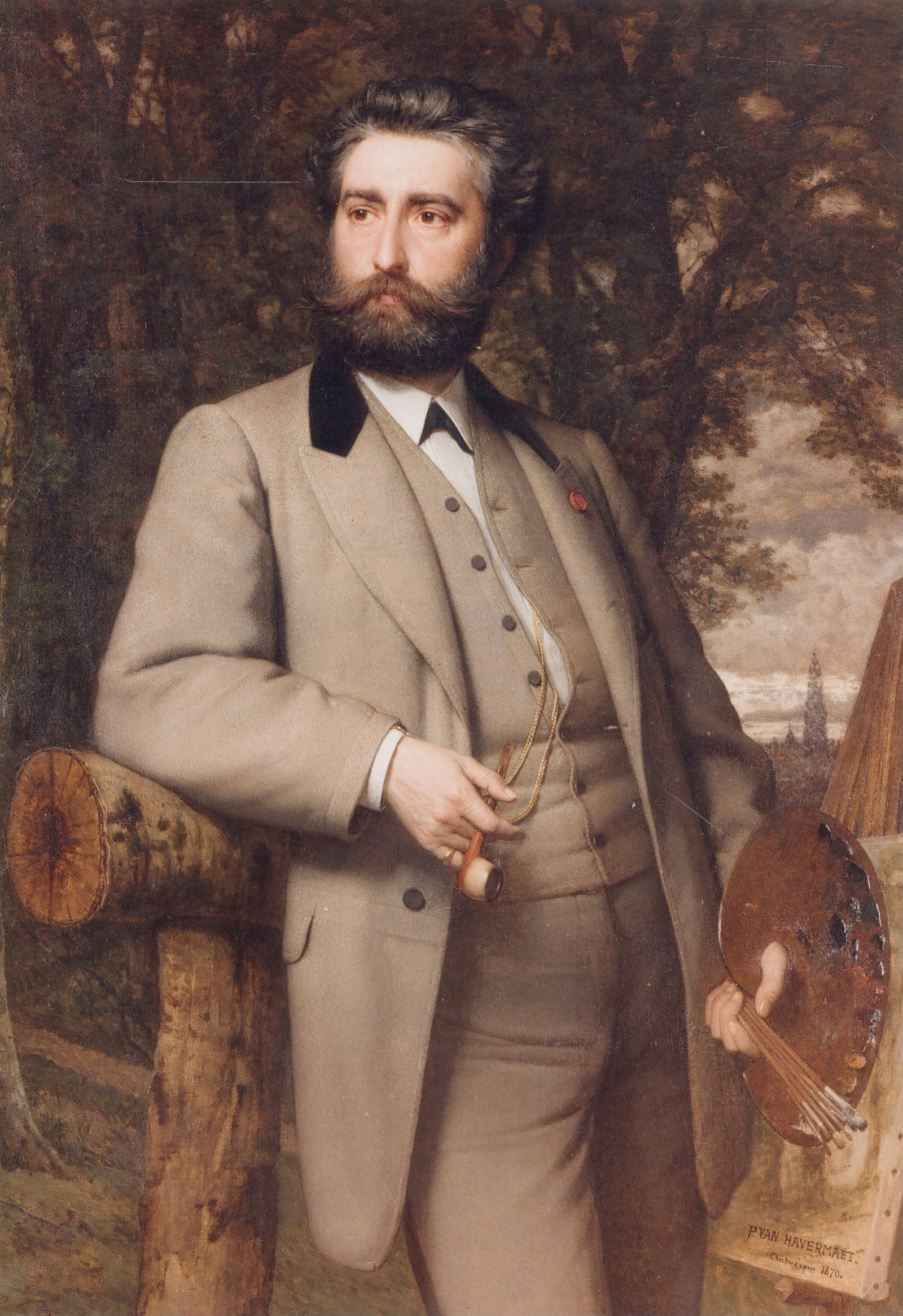
Portrait de François Lamorinière (années 1870).
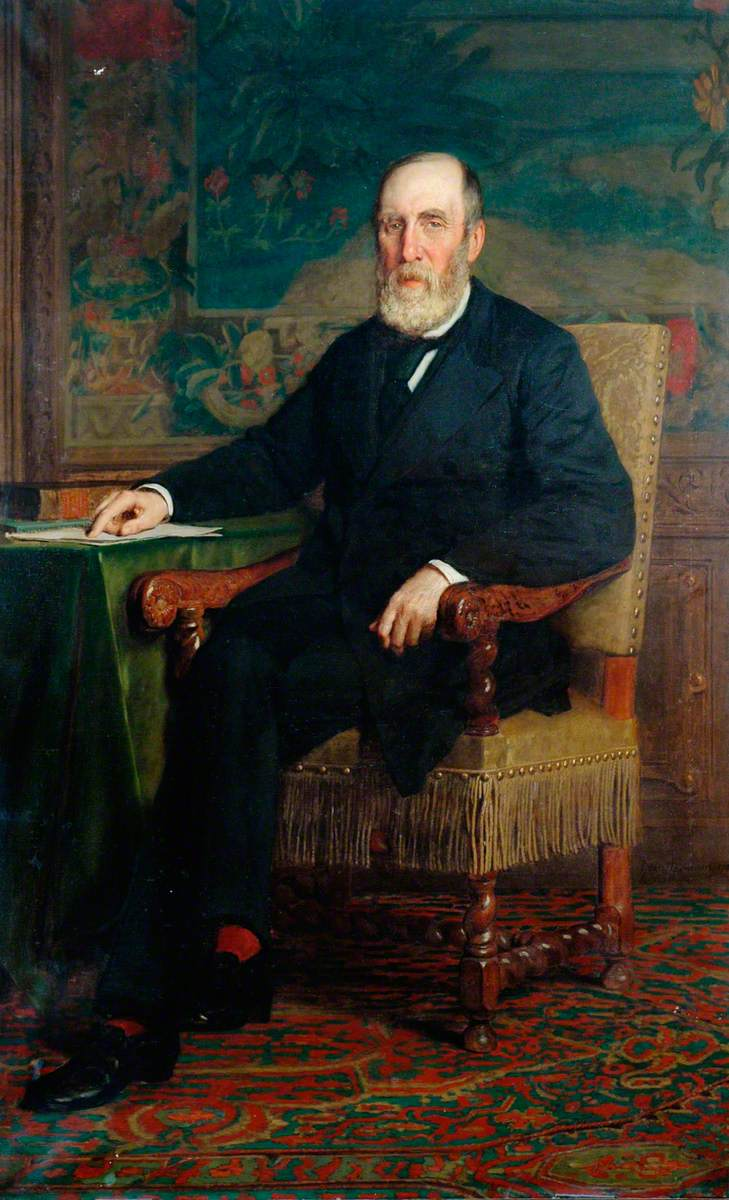
Portrait de Samuel Laing, British National Railway Museum.
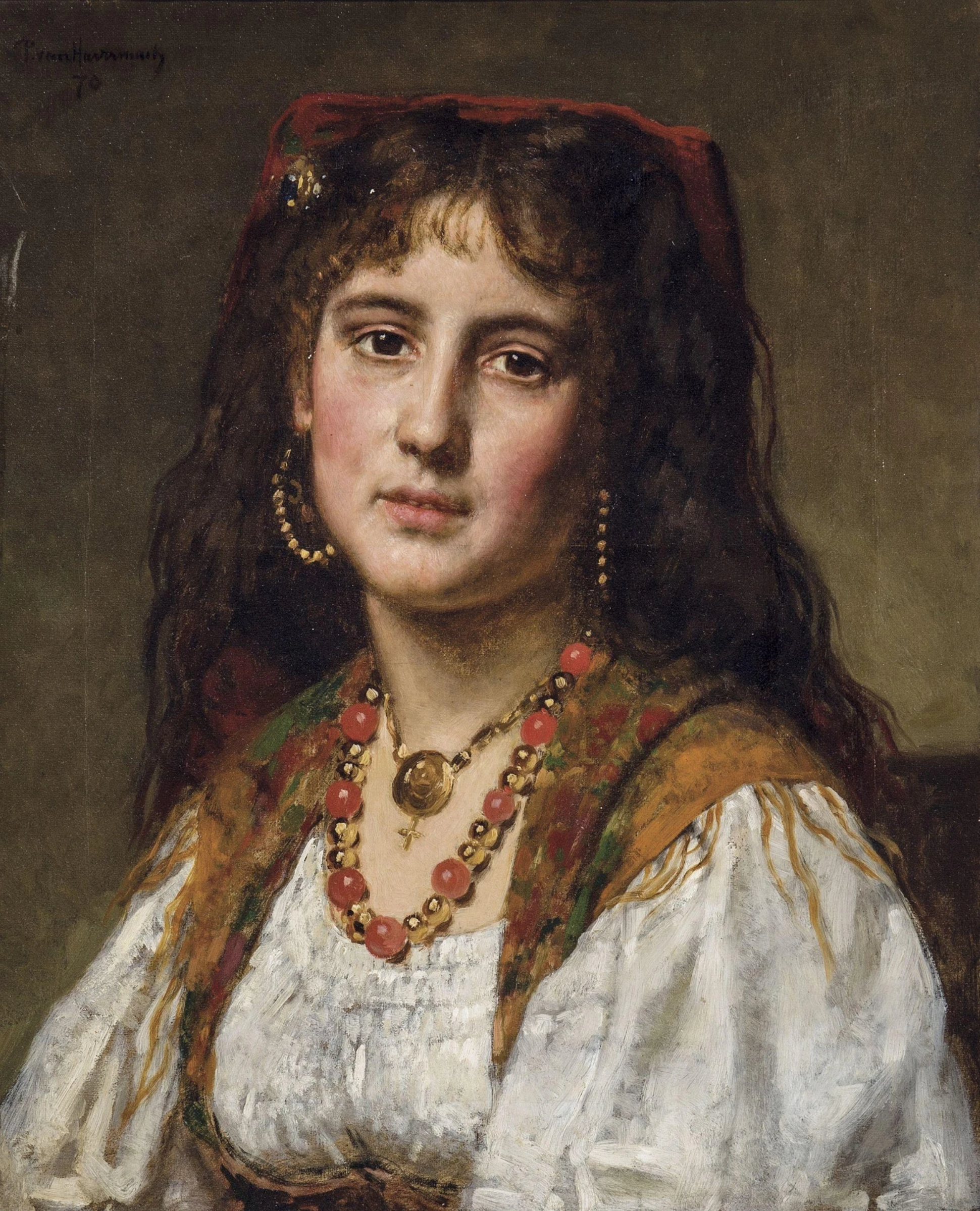
Portrait d'une femme italienne (1873).
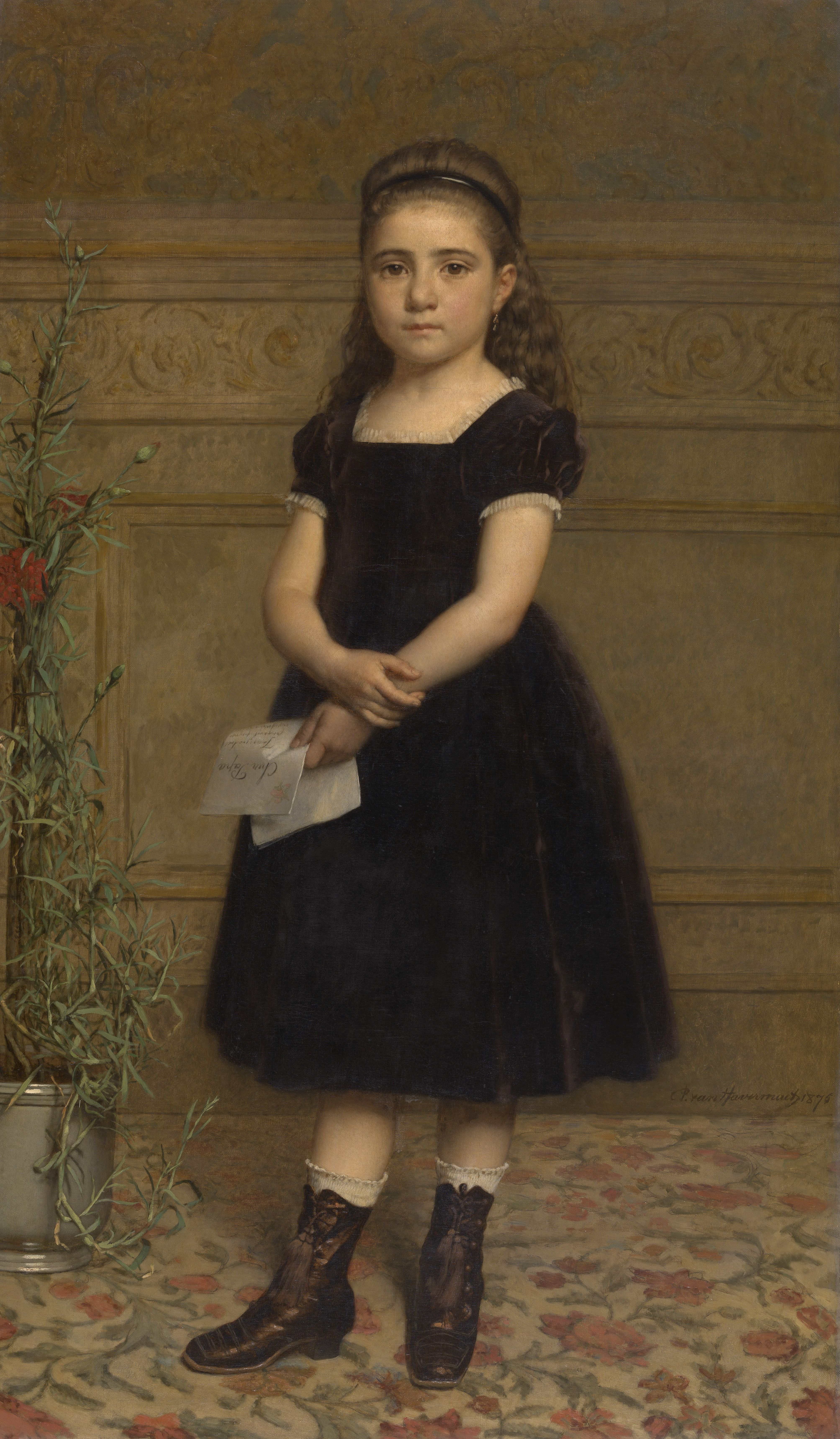
Portrait d'Amélie Baschwitz (1876).
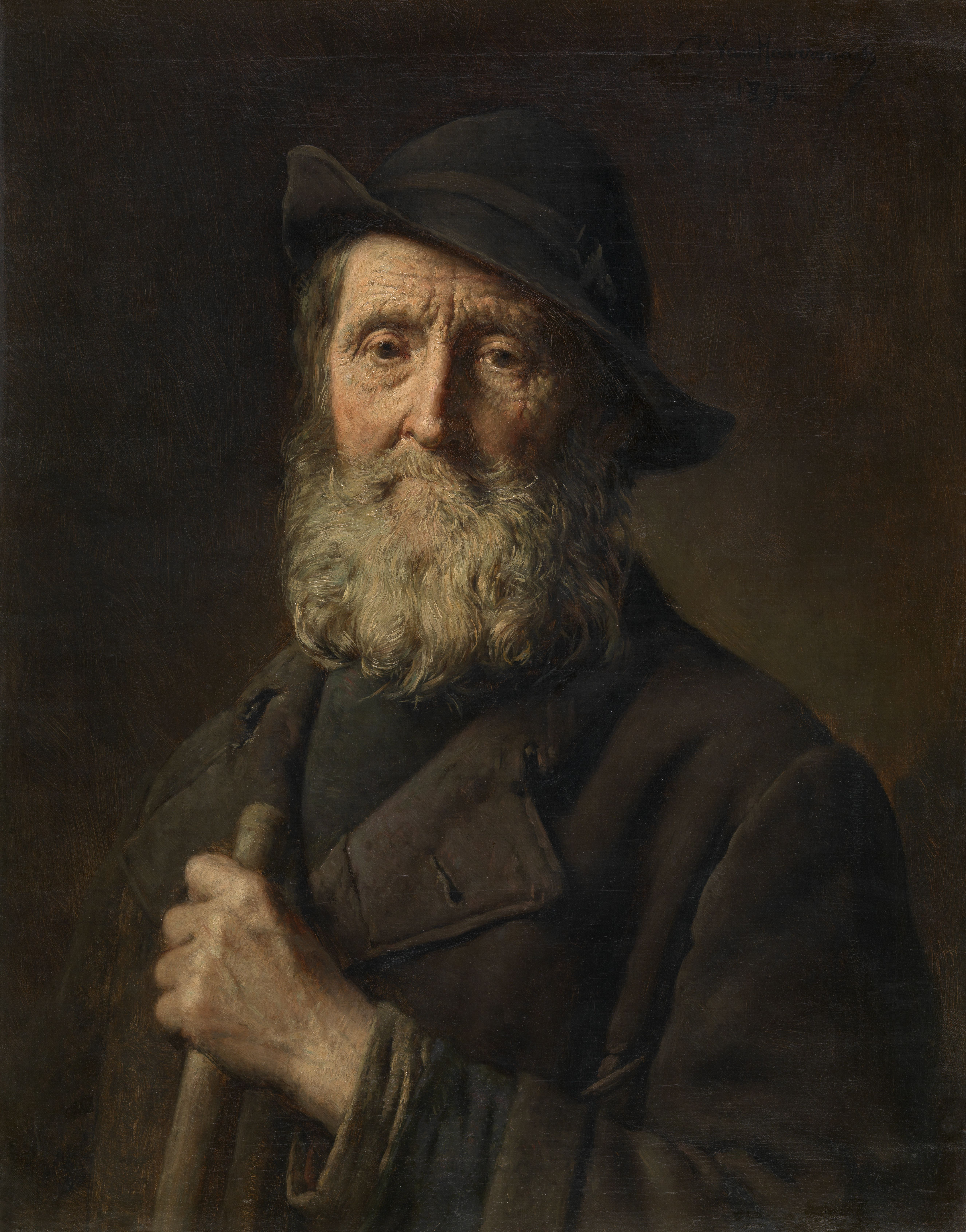
Le Balayeur de rues (1890), Musée royal des Beaux-Arts d'Anvers.

### Décorations
- Chevalier de l'ordre de Léopold le 4 mai 1881[8].
- Officier de l'ordre de Léopold le 16 janvier 1892[9].